# Ленінський район (Луганськ)
Ленінський (Заводський) район (колишній Климівський район) — район у середмісті й на південному сході Луганська. На його території розташовані приміщення обласної та міської рад і держадміністрації. З будівництва в історичному центрі ливарного заводу зароджувалося життя в селищі Луганський завод. Нині — так зване «Старе місто» на півночі району. На цьому місці сформувався адміністративний центр Луганська. Новий центр згодом перемістили південніше за Старе місто. Протягом останніх ста років терени Ленінського району залишаються діловою зоною міста. 6 вересня 2006 року відзначали щорічний День району.

## Історія

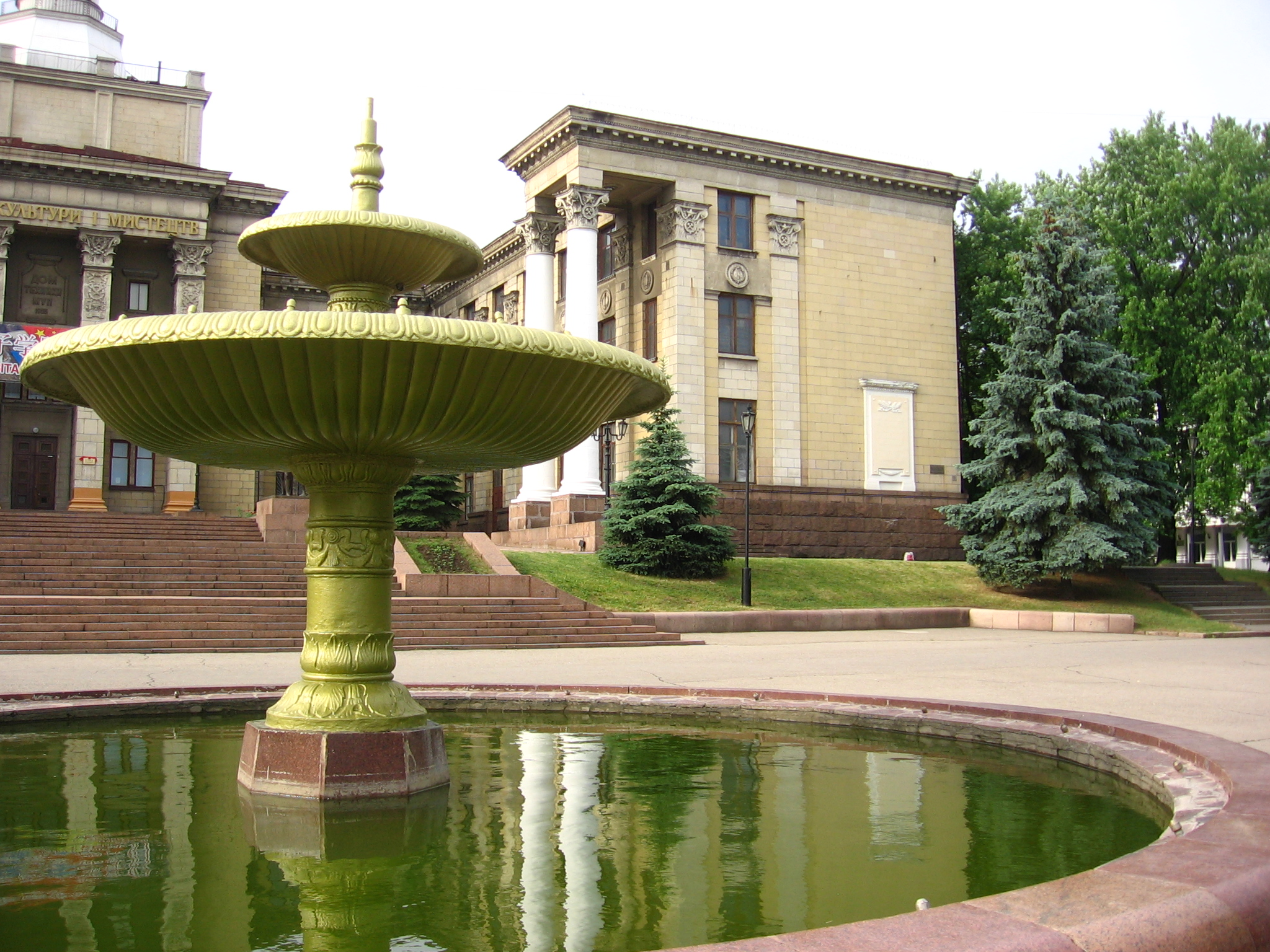
Будинок техніки

Офіційна дата утворення району — 22 червня 1939 року, коли згідно з Указом Президії Верховної Ради УРСР у центральній частині міста був утворений Климівський район Ворошиловграду, 05.05.1958 перейменований у Ленінський район.

## Розташування
Район охоплює центральну та південно-східну частини міста та межує з:
- Жовтневим районом на сході;
- Артемівським районом на заході;
- Кам'янобрідським районом на півночі.

Південна межа Ленінського району є межею, що відділяє Луганськ від Краснодонського та Лутугинського районів Луганської області.

## Символіка

### Герб
Герб Ленінського району Луганська являє собою геральдичний щит, обвитий мантією золотаво-бронзового кольору з рослинного орнаменту. На вершині щита розміщено зображення кам'яної корони — елементу герба Луганська, що визначає приналежність району до міста.
Основними елементами герба району є шестерня з 12 зубцями, розкрита книга з зображенням палаючого світильника та театральні маски.

### Прапор
Прапор Ленінського району міста Луганська являє собою прямокутник, який має відношення сторін як 2 частини по висоті до 3 частин по довжині, що кріпиться з одного боку до древка (або шнуру). В центрі, на білому полі розташований герб Ленінського району в колі стилізованого лаврового вінка золотого (жовтого) кольору, що символізує славу, успіх, перемогу. Герб діаметром половини площі прапора по вертикалі. Верхню частину впродовж прапора займає смуга ультрамаринового кольору — кольору прапора міста Луганська, складову і центральну частину території якого займає Ленінський район. Нижче, по довжині прапора позначена смуга жовтого кольору — кольору державного прапора і сонця, підкреслюючи особливість розташування міста Луганська, яке першим серед обласних центрів зустрічає схід сонця в державі. Зображення герба розділяє жовту смугу. З самого низу проходить смуга бірюзового кольору — кольору щита герба Ленінського району. Розміщення зображення герба починається на 1/3 ширини смуги бірюзового кольору. Усі смуги на прапорі мають розмір 1/7 висоти прапора. По периметру прапор оздоблюється золотою бахромою та китицями.

## Органи влади

### Районна рада
Голова — Краснюков Олександр Іванович (*30 травня 1948) від ПР.
Заступники: Андрієвський Олександр Олександрович (*7 січня 1965) від ПР, Безгинська Катерина Миколаївна (*3 квітня 1965) від ПР, Рісухін Петро Іванович (*30 квітня 1963).
Усього 45 депутатів. Серед них: ПР — 32, ПСПУ — 5, КПУ — 3, ВО Батьківщина — 3, СПУ — 2.

## Забудова
На території району збудовані основні об'єкти соціально-культурної сфери міста: Будинок техніки, Луганський обласний російський драматичний, академічний український музично-драматичний і ляльковий театри, обласна філармонія, державний цирк, краєзнавчий музей, автовокзал, стадіон «Авангард», готель «Луганськ».

### Площі
На території Ленінського району розміщено 4 площі:
- Площа Героїв Великої Вітчизняної війни (колишня Центральна, Рад, Радянська). Центральна площа Луганська, що композиційно складається з трьох частин. Перша — на перехресті вулиць Радянської та Челюскінців, друга — між вулицею Радянською та колишнім приміщенням обкому КПУ, третя — між обкомом та вулицею Коцюбинського (так звана Театральна площа). Деякі будівлі на площі виконані в стилі сталінського ампіру (будинок обкому КПУ, будинки зі шпилем). На площі знаходяться Луганські облрада та облдержадміністрація. Крім того, на площі знаходяться численні пам'ятники: обеліск Слави, композиція «Журавлі», пам'ятники Леніну, Володимиру Шевченку, жертвам ОУН-УПА. 1957 року на площі відкрито сквер, що нині є пам'яткою садово-паркового мистецтва. Площа є місцем проведення масових заходів, щороку на ній встановлюється новорічна ялинка.
- Площа Борців Революції (колишня Новобазарна). Площа закладена наприкінці 19 століття й слугувала місцем проведення торгів та ярмарків. Свою теперішню назву площа отримала в 1920-х роках. 1937 року на площі було відкрито меморіал, присвячений борцям за встановлення Радянської влади у Луганську, що 2009 року внесений до переліку пам'яток історії національного значення[3]. Частиною меморіального комплексу є англійські танки Mark V, що встановлені навпроти пам'ятника.
- Площа Революції (колишня Базарна, Старобазарна, Успенська). Площу закладено близько 1798 року для проведення торгів. До початку 20 століття втратила свої первинні функції, перетворившись на місце проведення масових заходів. В 1821–1925 роках на площі розміщувалась Успенська церква, яку було зруйновано більшовиками задля «поліпшення архітектурного простору». На площі, у сквері (закладений 1900 року) знаходяться пам'ятник Леніну, могили Олександра Пархоменка, Івана Яковенка, братські могили офіцерів Червоної Армії. На площу виходять будівлі обласної філармонії та середньої школи № 2.
- Червона площа (колишня Соборна, Миколаївська). Свою історичну назву площа отримала від Свято-Миколаївського собору, зруйнованого більшовиками в 1935 році. В 1950-х роках на місці собору було споруджено будинок техніки, який нині належить Інституту культури ЛНУ ім. Т. Шевченка. Крім того на площі розташований інший ВНЗ — Луганський державний інститут культури та мистецтв. У сквері на площі розташований бюст Олександра Молодчого.

| Площа Революції | Центральна площа Героїв ВВВ | Меморіал на площі Борців Революції |

### Вулиці
Основними транспортними магістралями Ленінського району Луганська є:
- 16-та лінія.
- Коцюбинського
- Леніна.
- Оборонна.
- Радянська.
- Сосюри.
- Тараса Шевченка.

### Парки та сквери
- Парк Щорса. Дитячий парк, закладений 1975 року. В парку функціонувала дитяча залізниця, яка нині знаходиться в занедбаному стані. У 2012 році було розроблено проект реконструкції парку коштом М'ясокомбінату[4][5]. Щороку 1 червня в парку проходять святкування Дню захисту дітей.
- Парк-музей кам'яних баб. Розташований на території Луганського національного університету ім. Т. Шевченка. Колекція парку-музею налічує 68 пам'яток катакомбної культури та сакрального мистецтва половців, датованих 25 ст. до н. е.-13 ст. н. е. Першу статую було перевезено 1969 року.
- Сквер Молодої гвардії (колишній сквер імені 30-річчя ВЛКСМ). Один з двох парків-пам'яток садово-паркового мистецтва Луганська, що займає місце колишнього Воскресенського цвинтаря. У сквері розташовано декілька пам'ятників, зокрема 6 бюстів молодогвардійців, Ульянову-гімназисту та Тетяні Снєжиній, пам'ятний знак загиблим робітникам міліції. Крім того на території скверу знаходиться братська могила луганчан-красноармійців та комсомольська капсула, планувалося встановлення пам'ятника жертвам ОУН-УПА, який був встановлений на майдані Героїв ВВВ у 2010 році.
- Сквер Героїв ВВВ. Парк-пам'ятка садово-паркового мистецтва, що знаходиться на однойменній площі. Сквер є місцем проведення мітингів, протестів, шахтарських страйків тощо, оскільки розбитий перед будівлею облдержадміністрації. 1998 року у сквері встановлено пам'ятник Тарасові Шевченку.
- Сквер Пам'яті (колишній сквер Дружби народів СРСР). Заснований у 1982 році на місці колишнього Гусинівського цвинтаря. на якому окрім місцевих жителів були поховані австрійські та німецькі військові, бійці Червоної армії, є свідчення про поховання жертв політичних репресій. На території скверу розміщено 4 пам'ятні знаки, зокрема й пам'ятник жертвам Голодомору. В 1998 році у сквері було відкрито церкву святих Гурія, Самона й Авіва.
- Сквер Слави героїв громадянської війни. Відкритий в 1977 році. У сквері знаходяться бюсти учасників громадянської війни на Луганщині.
- Сквер Революції (колишній Успенський сквер). Розбитий на території однойменної площі в 1900 році. Історична назва походить від Успенської церкви, зруйнованої в середині 1920-х років вході атеїстичної пропаганди. На території скверу знаходяться пам'ятник Леніну та поховання революціонерів Луганщини, військових, що загинули у Другій світовій війні тощо.
- Сквер Борців Революції. Розташований на території однойменної площі. У сквері знаходиться меморіальний комплекс на честь загиблих революціонерів, що складається з Пам'ятника Борцям Революції та трофейних англійських танків Mark V.

| Сквер Революції | Сквер Героїв ВВВ | Парк кам'яних баб |

## Соціальна інфраструктура
У середмісті зосереджені основні сили науково-технічної і творчої інтелігенції; працюють 16 науково-дослідницьких і проектних організацій, знаходяться 3 найбільших бібліотеки обласного підпорядкування.

### Освіта і наука
Ленінський район є освітнім центром Луганська. Тут знаходиться найстаріший на Донщині виш — Луганський національний університет ім. Тараса Шевченка, лідер університетської освіти — Луганський державний медичний університет і новіші інститут культури та мистецтв Луганського національного педагогічного університету та Луганський державний інститут культури і мистецтв.

#### Середня освіта
В Ленінському районі Луганська діють 5 технікумів і коледжів, 5 професійних ліцеїв і училищ. У районі працюють 5 середніх загальноосвітніх шкіл, 4 спеціалізовані, гімназія та 2 ліцеї (№ 1, № 2, № 14, № 15, № 17, № 19, № 20, № 26, № 30, № 38).

#### Вища освіта
На території Ленінського району зосереджено 3 вищі навчальні заклади Луганська:
- Луганський національний університет імені Тараса Шевченка (вулиця Оборонна, 2). Університет є найстарішим ВНЗ Донбасу, заснованим 1921 року. Унівеститет складається з 7 інститутів та 4 факультетів, має і своєму підпорядкуванні 8 коледжів та ліцеїв, а також 3 філії в Старобільську, Ровеньках і Стаханові.
- Луганський державний медичний університет (квартал 50-річчя Оборони Луганська, 1г). Медичний інститут засновано у 1956 році, в 1994 — отримав статус університету. Станом на 2012 рік навчання ведеться на 6 факультетах.
- Луганський державна академія культури і мистецтв (Червона площа, 7). Заснована 2002 року. Навчання здійснюється на трьох факультетах.

#### Додаткова освіта
| ЛНУ ім. Т. Шевченка | Середня школа № 2 | Художня школа |

### Культура

#### Театри
- Ляльковий театр.
- Театр російської драми.
- Український музично-драматичний театр.

#### Кінотеатри
- Кінотеатр «Україна».

#### Бібліотеки
- Обласна наукова бібліотека імені Горького.
- Обласна юнацька бібліотека.

#### Музеї
На території Ленінського району розміщено 4 музеї:
- Луганський обласний краєзнавчий музей (вул. Т. Шевченка, 2). Заснований в 1920 році. Колекція музею нараховує близько 180 тисяч експонатів, що розповідають про історію Луганщини з давніх часів до сьогодення. Музей має 7 філій в містах і районах області. Біля входу до музею розташована гармата «кріпосний єдиноріг», відлита на луганському чавуноливарному заводі.
- Музей історії та культури міста Луганська (вул. К. Маркса, 30). Створений 1980 року як музей Климента Ворошилова, музей було перепрофільовано на музей історії та культури міста в 1990 році. Експозиція музею нараховує понад 50 тисяч предметів; окрім постійної експозиції, пресвяченої історії Луганська, діють виставки Климента Ворошилова, Михайла Матусовського, Миколи Холодиліна. Музей має дві філії: Музей Даля та музей-квартиру Титова. Музей розміщено в будівлі міської управи, збудованого наприкінці 19 століття.
- Луганський обласний художній музей (вул. Поштова, 3). Музей засновано 1944 року, з 1951 — розміщений в маєтку на вулиці Поштовій. В музейному фонді зберігається понад 9 тисяч творів вітчизняного та закордонного мистецтва 16-початку 21 століття. Має філіал — Художню галерею.
- Літературний музей Володимира Даля (вул. Даля, 12). Заснований 1986 року в будинку, де народився укладач тлумачного словника російської мови Володимир Даль. Експозиція представлена речами, що належали Далю та членам його родини, колекцією видань Словника, творами та науковими працями лексикографа.

| Музей Даля | Обласний краєзнавчий музей | Музей історії міста |

### Інші заклади культури
- Луганський державний цирк.
- Луганська обласна філармонія.
- Обласний палац культури.

### Спорт
З повним правом район можна вважати центром Луганська спортивного. Тут розташована спортивна арена області — стадіон «Авангард», 3 плавальні басейни, кінноспортивна школа та легкоатлетичний манеж. Деякі об'єкти відповідають міжнародним олімпійським стандартам, в них проводяться міжнародні, обласні змагання, тренуються майбутні олімпійські чемпіони.

### Охорона здоров'я
Ленінський район — лідер за кількістю медичних установ. З 60-х років у районі Гострої могили звели медичне містечко, що має у своєму складі медуніверситет, 1-у міську і обласну клінічну лікарні. Крім цього в районі працюють ще 4 лікарні, фізіотерапевтична поліклініка, дитяча міська туберкульозна лікарня, дитячий кардіосанаторій, 6 обласних спеціалізованих диспансерів, обласний госпіталь ветеранів Великої Вітчизняної війни, обласний геріатричний пансіонат ветеранів війни та праці, обласна станція переливання крові, міська лікарня ветеринарної медицини. На території району розташувався лідер фармацевтичного ринку області Луганське обласне державне підприємство «Фармація».
Ленінський район утримує лідерство за кількістю розташованих на території пам'ятників історії, культури, архітектури.
З середини 80-х років в районі вулиці Коцюбинського на Театральному майдані влаштовуються святкові гуляння, феєрверки, проходять концерти та молодіжні дискотеки.
З ранньої весни до осені в парках і скверах району свій вільний час проводять тисячі луганців.

## Економіка

### Промисловість
Ленінський район вважається також і промисловим. Тут знаходяться гіганти промислової індустрії: ВО «Луганський верстатобудівний завод», ДП «Патронний завод», де були закладені основи гірської, металургійної, машинобудівної промисловості України, ДП «Луганський авіаційно-ремонтний завод», консорціум «Укр-Бат», ТОВ «Машинобудівний завод — 100», АТЗТ «Лугань», АТЗТ «Зліт», ЗАТ «Агротон», ТОВ «МілаМ», ТОВ «Полі-Пак», продукцію яких знають далеко за межами країни.

### Банківські установи
У районі сконцентровані представництва обласних і міських органів державного управління, офіси громадських організацій, кредитно-фінансових установ, великих торговельно-промислових компаній. Тут розташувалися 17 банків, серед яких обласна філія «Укрсоцбанку», «Приватбанку», банк «Аваль», Перший Український Міжнародний банк та інші.

## Транспорт
Територією району проходять автобусні, тролейбусні та трамвайні лінії. Зокрема районом проходять всі 5 діючих тролейбусних і 8 з 9 трамвайних маршрутів міста.
- Тролейбусний рух зосереджений по вулицях Радянській та 50-річчя утворення СРСР (крім маршруту № 57).
- Трамвайни рух зосереджений на вулицях Оборонній та 16-а лінія (маршрути № 6, 13), Тараса Шевченка (маршрути № 1, 7, 11, 13), Сосюри (маршрут № 2).
- Маршрути автобусів та маршрутних таксі проходять тими самими вулицями.